# Símbols de Nova Gal·les del Sud
L'estat australià de Nova Gal·les del Sud ha establert diversos símbols oficials.
| Símbol        | Nom                                    | Imatge                                | Adopció | Observacions |
| ------------- | -------------------------------------- | ------------------------------------- | ------- | --- |
| Escut d'armes | Escut d'armes de Nova Gal·les del Sud  | Escut d'armes de Nova Gal·les del Sud | 1906    | El rei Eduard VII va aprovar l'escut d'armes l'11 d'octubre de 1906. L'escut mostra un camp d'atzur amb una creu de gules buida d'argent amb un estel daurat a cada braç i un lleopard d'or passant al centre conegut com el "Lleó del Sud". Hi ha un velló d'or al primer i quart quarters, i una garba de blat al segon i tercer quarters, ambdós càrregues són d'or. Està coronat amb un sol naixent amb cadascun dels nou raigs acabats amb una petita flama. Els suports són un lleopard lleonat (mirant de cara) i un cangur daurats.                                 |
| Motto         | Orta recens quam pura nites            |                                       | 1906    | Recent ressuscitat, com brilleu. |
| Bandera       | Bandera de Nova Gal·les del Sud        | Bandera de Nova Gal·les del Sud       | 1876    | Basada en el pavelló blau britànic, carrega amb la insígnia de l'estat a la part central del vol. Aquesta insígnia està formada per una rodella blanca amb la creu de Sant Jordi, al centre d'aquesta hi apareix un lleopard d'or passant i en cada braç de la creu, un estel de vuit puntes d'or. |
| Insígnia      | Insígnia d'Austràlia Meridional        | Insígnia d'Austràlia Meridional       | 1876    | La insígnia fou aprovada el 15 de febrer de 1876 amb la següent descripció: Argent, en creu de gules un lleó passant guardant o, entre quatre estels de vuit puntes també d'or. |
| Color         | Blau cel                               |                                       |         | Blau cel Pantone 291 C. |
| Animal        | Ornitorrinc (Ornithorhynchus anatinus) | Ornitorrinc                           | 1971    | Fou nomenat oficialment l'emblema animal el 1971. L'ornitorrinc és un mamífer semiaquàtic ovípar endèmic de l'est d'Austràlia, incloent-hi l'illa de Tasmània. |
| Flor          | Waratah Telopea speciosissima          | Telopea speciosissima                 | 1962    | La flor va ser adoptada com a emblema floral el 1962. El Waratah de Nova Gal·les del Sud creix de manera natural en clapes de marga sorrenca a les carenes i altiplans de la conca geològica de Sydney, els districtes de la costa central i sud i les Muntanyes Blaves de Nova Gal·les del Sud. |
| Ocell         | Cucaburra comú (Dacelo novaeguineae)   | Cucaburra comú                        | 1971    | El Cucaburra comú és originari de l'est d'Austràlia continental, però també s'ha introduït a zones de Nova Zelanda, Tasmània i Austràlia Occidental. Ocupa els boscos d'eucaliptus secs, parcs urbans i jardins. |
| Peix          | Achoerodus viridis                     | Achoerodus viridis                    | 1998    | És una espècie de peix de la família dels làbrids nativa del sud-est d'Austràlia des de la badia d'Hervey al sud de Queensland fins al promontori de Wilsons a Victòria. |
| Gemma         | Òpal negre                             | Òpal                                  | 2008    | La ciutat de Lightning Ridge a Nova Gal·les del Sud, és la principal font d'òpal negre, òpal que conté un fons predominantment fosc (de gris fosc a blau-negre que mostra el joc de color), recollit a la Formació Griman Creek.[30] |
| Fòssil        | Mandageria fairfaxi                    | Mandageria fairfaxi                   | 2015    | Es tracta d'un peix fòssil d'uns 1,7 metres i 370 milions d'anys que habità durant el devonià. Informalment se l'anomena Fred en honor a Fred Fewings, recuperador del fòssil. |
| Tartà         |                                        |                                       | 2000    | Oficialment reconegut com a tartà estatal el 4 de maig de 2000 a Glen Innes. Fou dissenyat l'any 1998 per Betty i Bradley Johnston de Murrumbateman. El seu propòsit inicial era recaptar fons per a dues organitzacions benèfiques, l'Associació de Paràlisi Cerebral d'Austràlia i l'Associació de Neurones Motores d'Austràlia. El colors són: el vermell representa el color de la Waratah (flor de l'estat) i la creu de Sant Jordi a l'escut de l'estat; l'or representa el lleó i les estrelles dels braços i la flor nacional, la Golden wattle (Acacia pycnantha). |
|               |                                        |                                       |         | |